# La mano sulla... psiche!
La mano sulla... psiche! (Psexoanálisis) è un film argentino del 1968 diretto da Héctor Olivera.